# 島田事件
島田事件（日语：／ Shimada-jiken */?），是指1954年3月10日，發生於日本静岡縣島田市的幼女誘拐殺人、殺人遺体遺棄事件。被告人在死刑確定判決後，日本律師聯合會上訴，再審宣判為無罪的冤罪事件。島田事件為日本五大死刑冤案事件之一。

## 本案經過
1954年3月10日，静岡縣島田市快林寺境内的幼稚園舉行畢業典禮，一位6歳女孩行蹤不明。3月13日，女孩的遺体在幼稚園附近大井川蓬莱橋対岸的大井川南側山林被發見。静岡県警司法鑑定医師鈴木完夫負責司法解剖後、發現女孩脖子被勒，處於假死状態後、可能遭到強姦，性器受傷害、之後被害者胸部遭凶器打擊致死。5月24日，静岡縣警察在岐阜縣稻葉郡鵜沼町（現 各務原市）逮捕一位25歳男性赤堀政夫。
1958年5月23日，靜岡地方法院判處赤堀政夫死刑。
1960年2月17日，東京高等法院駁回被告人赤堀上訴，維持一審死刑判決。
1960年12月5日，最高裁判所審理後駁回被告人赤堀政夫上訴，12月26日將赤堀判決死刑確定。
1986年5月30日，靜岡地方法院再審開始，決定停止執行死刑，靜岡地方檢察署向東京高等法院提出抗告。
1987年3月25日，東京高等法院駁回靜岡地方檢察署的抗告，東京高等檢察署未向最高裁判所提出抗告，因此靜岡地方法院開始重審。
1989年1月31日，静岡地方法院無罪判決。在被關押34年8個月之後，赤堀政夫當天獲釋。